# Land (musikalbum)
Land är det färöiska viking metal/folk metal-bandet Týrs fjärde studioalbum. Albumet utgavs maj 2008 av skivbolaget Napalm Records.

## Låtlista
1. "Gandkvæði Tróndar" – 4:11
2. "Sinklars vísa" – 4:55
3. "Gátu ríma" – 5:39
4. "Brennivín" – 4:58
5. "Ocean" – 10:07
6. "Fípan fagra" – 5:49
7. "Valkyrjan" – 5:05
8. "Lokka táttur" – 6:05
9. "Land" – 16:17
10. "Hail to the Hammer" – 5:19

- Text: Heri Joensen (spår 4, 7, 9, 10), J.H.O. Djurhuus (spår 1, 9), Edvard Storm (spår 2), Björn S. Blöndal (spår 4), Hávamál (spår 9), Trad. (spår 3, 5, 6, 8)
- Musik: Heri Joensen (spår 2–10), Edvard Grieg (spår 7), Trad. (spår 1, 3–10)

## Medverkande
Musiker (Týr-medlemmar)
- Heri Joensen – gitarr, sång
- Gunnar Thomsen – basgitarr
- Kári Streymoy – trummor
- Terji Skibenæs – gitarr

Bidragande musiker
- Hanus G. (Hanus G. Johansen) – sång
- Heiðrun Petersen – violin
- Pól Jespersen – viola
- Tóri Restorff – cello
- Edvard Nyholm Debess – kontrabas

Andra medverkande
- Kári Streymoy – producent
- Heri Joensen – producent
- Jacob Hansen –  ljudtekniker, ljudmix
- Jeppe Andersson – ljudtekniker
- Michael Otto Hansen – ljudtekniker
- Ingo Römling – omslagsdesign, omslagskonst